# Skrivstuga

För skrivstugor om Wikipediaförfattande kring olika teman, se Wikipedia:Skrivstuga.  
| Skrivstuga |
| --- |
| Affisch för en skrivstuga (sammankomst), i det här fallet anordnad på katalanskspråkiga Wikipedias 12-årsdag. - Betydelse – skrivande sammankomst eller plats för en sådan - Bakgrund – efter liknande bildningar på -stuga, som lokal för särskilt syfte - Andra ord – skrivarstuga, editathon (jämför hackathon) |

Skrivstuga (även skrivarstuga) är antingen en lokal förberedd för skrivande eller en skrivande sammankomst på en sådan plats. I betydelsen lokal motsvarar den andra ordbildningar kring lokaler för särskilda syften (jämför lekstuga, rökstuga och tvättstuga). I betydelsen sammankomst används ordet numera bland annat av utbildningsinstitutioner och inom föreningslivet. Ett alternativt ord för sammankomsten är det engelska lånordet editathon.

## Användning

### Två betydelser
I betydelsen "plats för skrivande" används ordet bland annat av bibliotek och utbildningsinstitutioner. Inom litteraturen har denna betydelse kommit till användningar bland annat hos August Strindberg (1892) och Vilhelm Moberg (1964).
Evenemangsbetydelsen – med orddelen -stuga i överförd betydelse – används numera bland annat av studieorganisationer och andra språkfrämjande organ. Den senare betydelsen är också vanlig inom Wikipedia-rörelsen, och där syftar man på möten där användare samlas för att redigera artiklar – oftast inom utvalda ämnen. Återkommande skrivstugor inom en och samma grupp kan organiseras som skrivcirklar, även om det begreppet också kan syfta mer på diskussion och/eller workshop om skrivande.

### Andra ord
I betydelsen skrivevenemang finns även andra namn för begreppet. På engelska har ordet editathon (även edit-a-thon) myntats, som en nybildning på edit ('redigera') och marathon (maraton). Nybildningen är också inspirerad av motsvarande begrepp inom hacker-rörelsen – hackathon. Som evenemang används ibland även ordet skrivarverkstad (se även det svengelska begreppet workshop).
På katalanska används i Wikipedia-sammanhang taller [d'edició] ('[skriv-]verkstad') eller – om det är större evenemang – viquimarató, bildat efter Viquipèdia (lokal stavning av Wikipedia) och marató (katalanska för 'maraton'). Motsvarande begrepp på svenska – wikimaraton – används ibland för ett större Wikipedia-evenemang med inriktning på produktivt arbete.

## Ordbildning
Sammansättningen skrivstuga kan jämföras med andra "stugor" med specifik användning. I svenska språket finns exempelvis bakstuga, bokstuga, bykstuga, kokstuga, lekstuga, lärstuga, rökstuga, sjukstuga, slöjdstuga, snickarstuga, sommarstuga, sovstuga, spinnstuga, systuga och tvättstuga. Förleden är antingen substantiv (som i skrivarstuga) eller ordstammar till verb (som i skrivstuga).
Ett liknande ord är rimsmedja. Detta syftar numera också ofta på en skrivande – och idékläckande – aktivitet, och efterleden i ordet har 'lokal' som ursprunglig betydelse.